# Боттино (аэропорт)
Муниципальный аэропорт Боттино (англ. Bottineau Municipal Airport), (FAA LID: D09) — государственный гражданский аэропорт, расположенный в 1,6 километрах к востоку от центрального делового района города Боттино, штат Северная Дакота, США.

## Операционная деятельность
Муниципальный аэропорт Боттино занимает площадь в 76 гектар, находится на высоте 512 метров над уровнем моря и эксплуатирует две взлётно-посадочные полосы:
- 13/31 размерами 1128 х 18 метров с асфальтовым покрытием;
- 3/21 размерами 610 х 46 метров с торфяным покрытием.

За период с 23 июля 2007 года по 23 июля 2008 года Муниципальный аэропорт Боттино обработал 4720 операций взлётов и посадок самолётов (в среднем 13 операций ежедневно), из них 93 % пришлось на авиацию общего назначения, 5 % — на рейсы аэротакси, и 2 % составили рейсы военной авиации.